# Diclorură de germaniu
Diclorura de germaniu este o sare a germaniului cu acidul clorhidric cu formula chimică GeCl2. Se află în starea de agregare solidă, iar germaniul din moleculă are starea de oxidare egală cu +2.

## Preparare
Diclorura de germaniu solidă poate fi preparat prin combinarea tetraclorurii de germaniu peste germaniu metalic la o temperatură de aproximativ 650  °C: 
{\displaystyle \mathrm {GeCl_{4}+Ge\longrightarrow 2GeCl_{2}} }
De asemenea, mai poate fi preparată prin descompunerea clorogermanului, GeH3Cl, la 70  °C: 
{\displaystyle \mathrm {2GeH_{3}Cl\longrightarrow GeCl_{2}+GeH_{4}+H_{2}} }

## Reacții
Diclorura de germaniu este hidrolizată pentru a da hidroxidul de germaniu divalent care, încălzit, devine monoxidul de germaniu de culoare brună: 
{\displaystyle \mathrm {GeCl_{2}+2H_{2}O\longrightarrow Ge(OH)_{2}+2HCl} }
{\displaystyle \mathrm {Ge(OH)_{2}\longrightarrow GeO+H_{2}O} }
Soluțiile de diclorură de germaniu în acid clorhidric sunt foarte reducătoare. 